# Estadio República de Italia
El Estadio República de Italia es un estadio de fútbol argentino ubicado en Ciudad Evita, al nordeste del partido de La Matanza, en el Gran Buenos Aires entre la Autopista Ricchieri y Camino de Cintura. Allí hace las veces de local Sportivo Italiano.
El estadio cuenta con una capacidad para 8000 espectadores y fue inaugurado el 10 de octubre del año 2005, en un partido amistoso frente a Boca Juniors.

## Historia
Desde su fundación en el 1955, el Club Sportivo Italiano nunca había contado con un campo de juego propio, teniendo que recurrir a los estadios de diversos equipos para disputar sus partidos, como lo fueron en su momento los estadios Arquitecto Ricardo Etcheverri (propiedad de Ferro Carril Oeste) y Don León Kolbowsky (propiedad de Atlanta). Esta situación empezaría a cambiar cuando el 1 de junio de 1989, los directivos del club firmaron con el Ministerio de Economía de la Nación un contrato relativo a la adquisición de un predio de 16 hectáreas en la localidad de Ciudad Evita, perteneciente al partido de La Matanza.
Si bien en un comienzo la idea era poder lograr una permuta de terrenos en el barrio de Bella Vista, donde el club tenía su sede social, el estadio fue finalmente construido en la localidad matancera donde se encontraban los terrenos adjudicados. La inauguración del estadio acaeció el 10 de octubre de 2005, con una fiesta que incluyó un partido amistoso contra Boca Juniors ante 10 000 espectadores, mientras que el primer partido oficial disputado en el recinto ocurrió el 13 de noviembre de 2005, siendo este el encuentro válido por la decimotercera fecha de la Primera B 2005-06 disputado entre Sportivo Italiano y Flandria.